# カーリース
カーリースまたはオートリース（Auto Leasing）は、自動車をリースすることである。

## 概要
カーリースは「契約者の選んだ新車をカーリース会社、レンタカー会社が購入し、契約者は月々決められた使用料金をカーリース会社、レンタカー会社に支払ってその車を利用する」というシステム。「車のサブスク」という表現で展開するサービスもある。
レンタカーのように不特定多数の人に貸し出すわけではなく、長期契約により一定の期間貸し渡す。登録番号の平仮名も「わ」や「れ」ではなく、普通の自家用車と区別していない。外観や内装は自家用車との区別はないが、リース会社、レンタカー会社の資金で自動車を調達するため、車検証上の「所有者」および所有権はそのリース会社、レンタカー会社となり、「使用者」は借受人（契約者）名義となる。「使用の本拠の位置」は契約者の所在地となる。
購入とリースとを単純に比較すると、リース会社の手数料が加算される分リースのほうが高くなるのは当然であるが、次のようなメリットがあるので、主に企業で利用されている。1990年代後半からは個人向けリースも行われるようになってきた。

### 企業会計上の理由
法人で自動車を購入すると固定資産に計上され固定費扱いとなる。一方、リースで自動車を導入すると賃借料に計上され流動費扱いとなる。一般に固定費が増大するとバランスシートの柔軟性を失わせ企業体質の悪化要因になるので、生産に直接寄与しない自動車を流動費として固定資産の圧縮を行えるメリットがある。

### 運行管理の労力削減
自動車はその性質上、車検切れや税未払いの場合、車両に乗ることができない（企業活動が滞る）上、購入時期や種類により点検や支払いがバラバラになるため、法人の場合では台数に比例して車両管理の手間が煩雑になってしまう。そこで、自動車の所有者が行うべき、
- 自賠責保険
- 自動車税
- 自動車重量税
- 自動車取得税の支払い
- 使用済自動車の再資源化等に関する法律（自動車リサイクル法）におけるリサイクル券の管理
- 車検・法定点検の案内と工場の手配

等をリース会社、レンタカー会社が行うことにより、契約者の車両管理の煩わしさを解消するのがカーリースのメリットである。
自動車任意保険については、リース会社、レンタカー会社に依頼することもできるし、自社で契約してもよい。

### ファイナンス・リース
オートローンの代わりに「リース扱い」で購入するような場合、ファイナンス・リースとなる。使用にあたってのメンテナンスや自動車税の納税義務は使用者側に発生する。
バランスシート上の固定費部分を流動費に動かすことができる。

### メンテナンス・リース
使用にあたって発生する必要なメンテナンス類、故障の対応や車検手続きはリース会社、レンタカー会社がその一切を行う。また、自動車税もリース会社、レンタカー会社側が支払う（リース料に上乗せされている）。
必要な法定点検や車検、大規模な整備があった場合でも使用者側の負担は無く、リース車両を所有するリース会社、レンタカー会社の負担である（事故等による過失のある修理を除く）。
燃料費以外の費用を（ほぼ全て）リース会社、レンタカー会社が負担するので、（直接生産に寄与しない）車両に関わる費用を固定化することができる。
オートリース会社、レンタカー会社が提携するガソリンスタンドで使用可能な売掛カードがリース車両に付随する場合もあり、自動車の維持・管理に関する費用が一元化され会計処理が比較的容易になる。

## 個人向けリース
法人向けリースと違い上記のメリットはあまりないが、新車購入時の一時的な経済的負担が低減することを利点とした商品が展開されている。
一例として、リース期間は3年間とし、自動車（新車）購入費と3年間の整備点検費用、税金、自賠責保険等諸経費にリース手数料（利息相当）を加えた金額から3年後の残価（下取り）予定額を差し引いた金額を分割して毎月支払うものである。あらかじめ3年後の残価予定額を差し引いているので、車両価格全体を均等に割賦返済する通常のオートローンを組むよりも毎月の支払いは少なくなる。ただし、ローンは完済すれば自分の所有物・財産となるが、リースの契約期間終了後はリース会社へ返却しなければならず、契約者の財産にはならない。なお、契約期間終了時にたいてい次のオプションが選択できる。
- 新たにリース契約をして新車に乗り換える。以前のリース車は残価を原則支払わずに返却。
- 残価を買い取り、自分の所有車とする。（ただし、リース期間中据え置きとなる残価に対しても手数料（利息相当）が複利で計上される為、残価+手数料を買い取った結果としてオートローンよりも支払総額が割高になる。）
- リース期間を延長（3年契約の場合は2年など）し、継続して自動車を使う。（延長による経年経過により最終的に当初の予定残価が割り込んだ場合、オートローンよりも支払総額が割高になる傾向がある。）

自動車購入時に頭金などまとまった資金・頭金を用意しなくてもよく、ライフスタイルに合わせて新車に乗っていたい志向には適しているが、荒っぽく乗って想定以上に自動車を傷めてしまった時やリース会社が定める走行距離制限を超えた場合には、リース期間終了時の残価が予定額を割り込むことがあり、その場合は差額を一時に支払う必要がある。
個人向けリースが登場した1990年代後半から2000年代初頭にかけての当初は、カーディーラーで契約出来る自動車メーカー系クレジット会社による同商品がオートローンに代わって広まりを見せた時期が有ったが、ゼロ金利政策のあおりや資金調達の多様化によってオートローンの貸出金利が低利に推移した事もあり、纏まった資金が無い状況で自動車が必要であったり、転勤やライフスタイルの変化などで短期間しか自動車を必要としないまたは乗り換えたい者以外には、契約終了後の手許に資産が残るローンに比べてベネフィットが低く、近年は専らオートリース会社による中途解約や短期契約、クレジットカードでの月額リース料金の支払いが可能な商品が台頭している。
いっぽう、近年はこの残価設定型リースをアレンジした「残価設定型新車ローン」がメーカー系クレジット会社によって提供されている。これはクレジット会社の指定車種の新車購入時に車両価格の残価を差し引いた金額を月賦で支払い、最終回の支払時に上記の個人リースと同じく、返却・乗換・残価支払の何れかを選択するものであり、月額負担額が軽減となるリースの特性と残価支払後は購入者の自動車となるオートローンの有利さを併せ持っている商品となっている。

### 外国人向け短期リース
フランスなど一部の国では、短期（数週間 - 数ヶ月程度）滞在の外国人が新車を購入する場合に税金が免除されることを利用し、帰国時に車を買い戻す前提で新車を販売する事実上の短期リースサービスを行う事業者が存在している。フランスの場合、ルノーが「ユーロドライブ」、プジョーが「オープンヨーロッパ」、シトロエンが「ユーロパス」の名称で同種のプログラムを展開している。外国人側にとっては「レンタカー感覚で新車を安価に借りられる」メリットが、自動車メーカー側では「短期で車を買い戻すため、程度の良い中古車を確保できる」メリットがある。ただ形式的には「新車購入」の形をとるため、利用中の車の名義はリース会社ではなく利用者のものになる。

## 注意点
契約期間を満了せず、途中で解約する場合、負担が発生する場合がある。リース会社、レンタカー会社は、契約にもとづいてその車を用意しているわけであり、不要になったのであれば、その車を買い取ったのと同じ程度の負担が必要ということになるのである。
任意保険はリース会社の指示や契約上、契約者は強制的に付帯しなければならない事が殆どであるが、一部の損保会社では「リース自動車総合保険」という、車両保険部分で新車価格もしくは残価を最低限補償する商品も発売されている。
車検証上の所有者名義は個人向け・法人向け問わずリース会社、レンタカー会社の名義となるが、放置違反金の通知書は車検証の使用者名義となっている法人向けカーリースであれば（社用車、営業車）の場合は使用者登録されている会社あて、個人向けカーリースであれば、使用者登録されている契約者あてに放置違反金の通知書が送付される。